# Haussignémont
Haussignémont és un municipi francès, situat al departament del Marne i a la regió del Gran Est. L'any 2007 tenia 272 habitants.

## Demografia

### Població
El 2007 la població de fet de Haussignémont era de 272 persones. Hi havia 96 famílies, de les quals 14 eren unipersonals (7 homes vivint sols i 7 dones vivint soles), 30 parelles sense fills i 52 parelles amb fills.
La població ha evolucionat segons el següent gràfic:
Habitants censats

### Habitatges
El 2007 hi havia 108 habitatges, 96 eren l'habitatge principal de la família, 4 eren segones residències i 7 estaven desocupats. 102 eren cases i 6 eren apartaments. Dels 96 habitatges principals, 85 estaven ocupats pels seus propietaris, 10 estaven llogats i ocupats pels llogaters i 1 estava cedit a títol gratuït; 2 tenien dues cambres, 9 en tenien tres, 19 en tenien quatre i 66 en tenien cinc o més. 73 habitatges disposaven pel capbaix d'una plaça de pàrquing. A 34 habitatges hi havia un automòbil i a 57 n'hi havia dos o més.

### Piràmide de població
La piràmide de població per edats i sexe el 2009 era:
| Homes | Edats   | Dones |
| ----- | ------- | ----- |
| 0     | 95 o +  | 4     |
| 0     | 90 a 94 | 0     |
| 4     | 85 a 89 | 0     |
| 0     | 80 a 84 | 0     |
| 4     | 75 a 79 | 8     |
| 4     | 70 a 74 | 8     |
| 4     | 65 a 69 | 4     |
| 4     | 60 a 64 | 8     |
| 0     | 55 a 59 | 4     |
| 12    | 50 a 54 | 8     |
| 8     | 45 a 49 | 12    |
| 12    | 40 a 44 | 8     |
| 4     | 35 a 39 | 0     |
| 8     | 30 a 34 | 4     |
| 4     | 25 a 29 | 4     |
| 4     | 20 a 24 | 8     |
| 4     | 15 a 19 | 0     |
| 16    | 10 a 14 | 8     |
| 12    | 5 a 9   | 0     |
| 0     | 0 a 4   | 4     |

## Economia
El 2007 la població en edat de treballar era de 172 persones, 120 eren actives i 52 eren inactives. De les 120 persones actives 112 estaven ocupades (65 homes i 47 dones) i 9 estaven aturades (4 homes i 5 dones). De les 52 persones inactives 13 estaven jubilades, 15 estaven estudiant i 24 estaven classificades com a «altres inactius».

### Ingressos
El 2009 a Haussignémont hi havia 103 unitats fiscals que integraven 297 persones, la mediana anual d'ingressos fiscals per persona era de 14.135 €.

### Activitats econòmiques
Dels 8 establiments que hi havia el 2007, 3 eren d'empreses de fabricació d'altres productes industrials, 2 d'empreses de construcció, 1 d'una empresa de transport i 2 d'empreses classificades com a «altres activitats de serveis».
Dels 5 establiments de servei als particulars que hi havia el 2009, 3 eren tallers de reparació d'automòbils i de material agrícola, 1 electricista i 1 perruqueria.

## Equipaments sanitaris i escolars
El 2009 hi havia una escola elemental integrada dins d'un grup escolar amb les comunes properes formant una escola dispersa.

## Poblacions més properes
El següent diagrama mostra les poblacions més properes.